# Anna Orotchko
Anna Alekseïevna Orotchko (en russe : Анна Алексеевна Орочко), née le 14 juillet 1898 (26 juillet 1898 dans le calendrier grégorien) à Chouchenskoïe (ru)  (Russie) et morte le 26 décembre 1965 à Moscou (URSS), est une actrice de cinéma et de théâtre, metteur en scène et professeur de théâtre soviétique de la république socialiste fédérative soviétique de Russie.

## Biographie et carrière

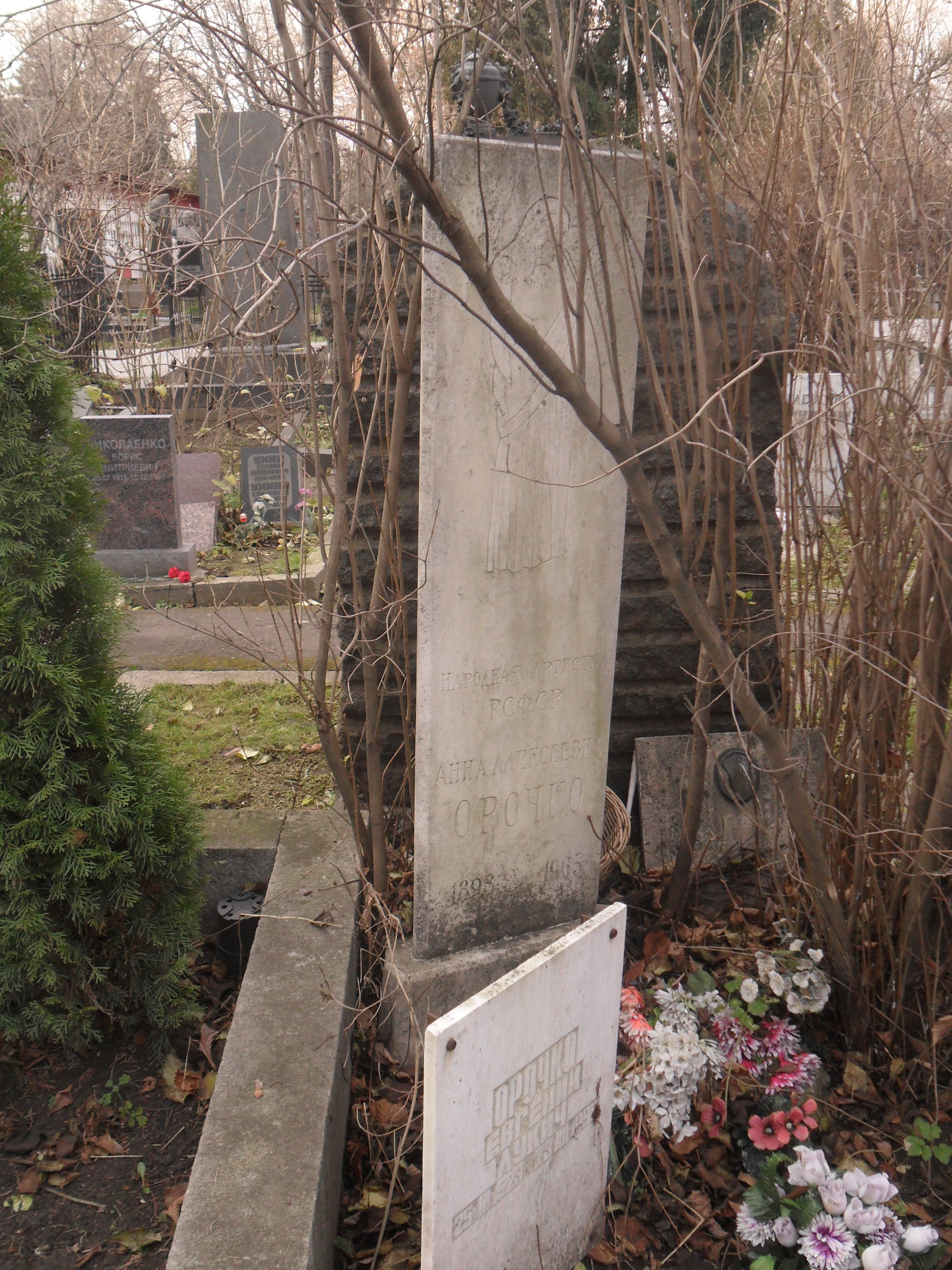
Tombe d'Anna Orotchko au cimetière de Novodievitchi à Moscou.

Anna Orotchko est née dans le village de Chouchenskoïe, dans le Gouvernement du Ienisseï, où sa famille avait été envoyée en exil politique. Les parrains d'Anna sont Vladimir Lénine et sa femme Nadejda Kroupskaïa, qui étaient exilés dans le même village. Des années plus tard, les portraits de Lénine et de Kroupskaïa étaient toujours suspendus parmi des icônes religieuses dans l'appartement d'Orotchko.

## Au théâtre
- 1922 : Turandot de Carlo Gozzi, mise en scène d'Evgueni Vakhtangov : Adelma
- 1924 : Lev Gurych Sinichkin de Dmitri Lenski (ru), mise en scène de Roubene Simonov : Surmilova
- 1926 : Marion Delorme de Victor Hugo, mise en scène de Roubene Simonov : Marion Delorme
- 1926 : L'Appartement de Zoya de Mikhail Bulgakov, mise en scène de Aleksei Popov : Alla Vadymivna
- 1930 : Intrigue et l'amour de Friedrich Schiller, mise en scène de Pavel Antokolsky : Lady Milford
- 1932 : Hamlet de William Shakespeare, mise en scène de Nikolaï Akimov : Gertrude
- 1937 : Coupable sans faute d'Alexander Ostrovski, mise en scène de Iossif Rapoport : Kruchinina
- 1941 : Before Sunrise de Gerhard Hauptmann, mise en scène d'Aleksandra Remizova (ru) : rôle inconnu
- 1944 : Rain d'Alexandre Ostrovski, mise en scène de Boris Zakhava : Madwoman
- 1946 : Electre, mise en scène de Evguenia Gardt : Electre
- 1949 : Conspiration des condamnés de Nikolai Virta, mise en scène de Roubene Simonov : Hanna Licht

## Mise en scène
- 1930 : Tempo de Nikolaï Pogodine
- 1942 : L'immortel d'Alexeï Arbouzov
- 1942 : Notre correspondant d'Izraïl Metter (ru)
- 1952 : Les Deux Gentilshommes de Vérone de Shakespeare

## Actrice de cinéma
- 1918 : Bread, réalisé par Boris Souchkevitch : rôle inconnu
- 1959 : Sampo, réalisé par Alexandre Ptouchko : Louhi
- 1961 : Les Voiles écarlates, réalisé par Alexandre Ptouchko : Voisin de Longren

## Récompenses et distinctions
- 1949 : artiste du peuple de la fédération de Russie [3].